# Octavius Morgan
Pour les articles homonymes, voir Morgan.
Charles Octavius Swinnerton Morgan (15 septembre 1803-5 août 1888), connu sous le nom Octavius Morgan, est un homme politique britannique, historien et archéologue. Il est un bienfaiteur important du British Museum . 

## Jeunesse
Il est né le 15 septembre 1803. Il est le quatrième fils de Charles Morgan (2e baronnet) de Tredegar Park, Monmouthshire, de son épouse Mary Stoney. Charles Rodney Morgan et Charles Morgan (1er baron Tredegar), sont ses frères aînés. Il fait ses études à la Westminster School de Londres et à la Christ Church, à Oxford, où il obtient une maîtrise en 1832. 

## Carrière
Morgan est membre de la Society of Antiquaries of London et président de l'Institut royal d'archéologie. En 1832, il est élu membre de la Royal Society. 
Il hérite d'une fortune considérable et, en 1839, il fait reconstruire « The Friars » pour qu'il puisse être utilisé dans le style élisabéthain. Il a autrefois accueilli des moines carmélites. Il aurait envahi la maison avec "des meubles Tudor, plus curieux qu'utiles" . Morgan a une chaire de prédication octogonale installée à mi-hauteur de l'escalier en bois principal où il célèbre des offices tous les jours. Sa congrégation se composerait de ses servantes, de la gouvernante, de l'huissier et du boot boy. La serrure qu'il a installée sur la porte reflète son intérêt pour les mécanismes et les automates. L’importante serrure en laiton se trouve toujours à la porte de sa maison et elle est dotée de sept contrôles auxiliaires. 
Morgan siège comme député du Monmouthshire de 1841 à 1874 comme conservateur. Il est également juge de paix et sous-lieutenant du Monmouthshire. Il est président de la Cambrian Archaeological Association en 1857-1858. 
Il est élu à la Society of Antiquaries mais n'y est actif qu'en 1848, après quoi il est vice-président plus d'une fois . Il publie des articles sur les astrolabes et les anneaux épiscopaux et sur la plaque de communion précoce. 
En 1852, il publie une série d'articles dans le Archaeological Journal sur le test et le poinçonnage de l'or et de l'argent, les premières informations rendues publiques sur cette pratique ancienne. Celles-ci suscitent l’intérêt du public pour l’étude et la collecte d’anciens objets d’or et d’argent en raison des informations sur leur date et leurs origines qui peuvent être découvertes à partir des poinçons . 
En 1872, il publie un précieux guide sur les monuments de l'église du prieuré Sainte-Marie à Abergavenny . 

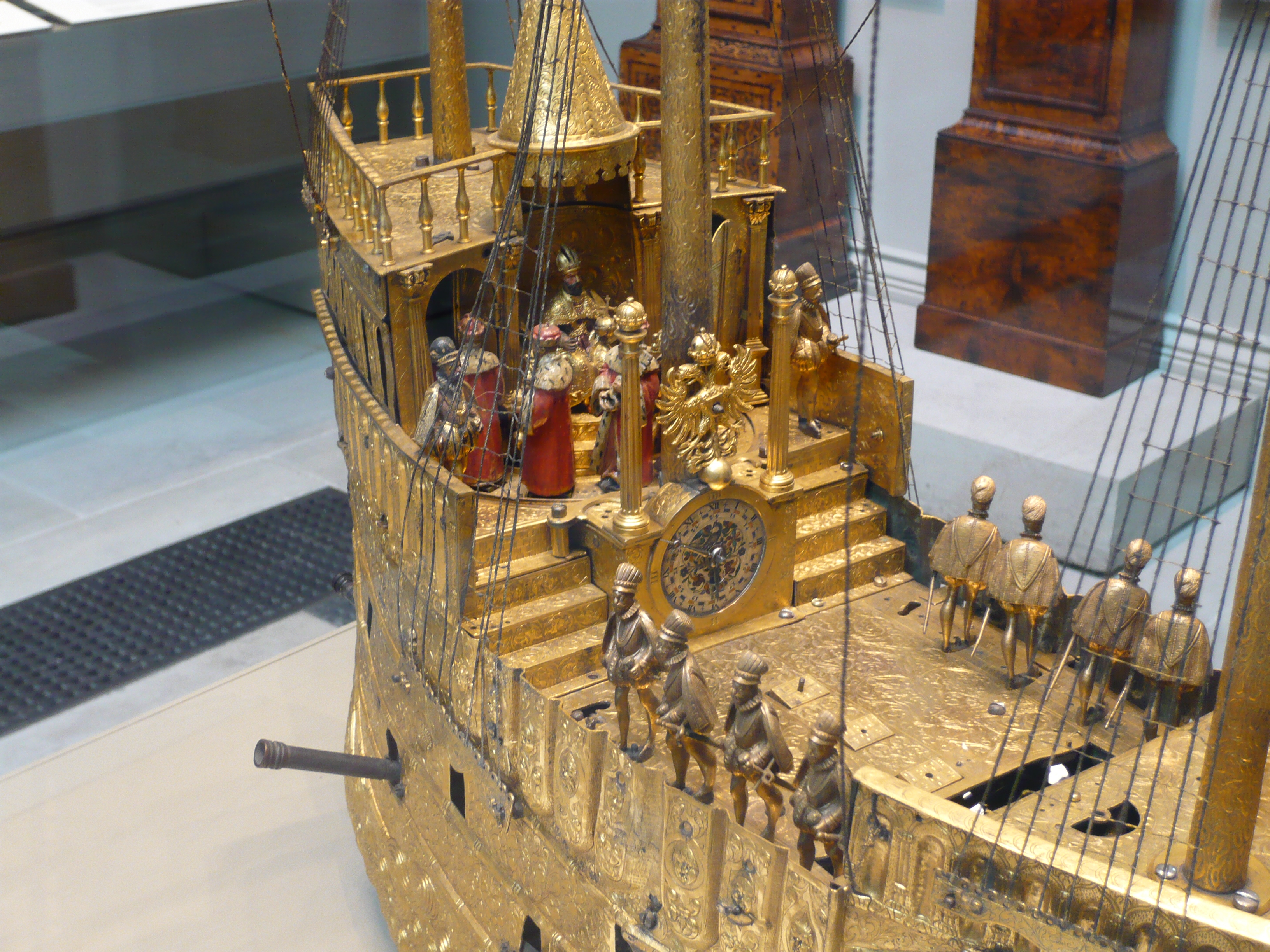
Le galion mécanique que Morgan a donné au British Museum

Au cours de sa vie Morgan fait un certain nombre de dons généreux au British Museum, notamment une Nef de table, un automate ornement de table extravagant connu sous le nom Nef de Charles Quint en 1866 . 
Morgan ne s'est jamais marié et est décédé le 5 août 1888 à l'âge de 84 ans. Il est enterré dans le caveau de sa famille à l'église St Basile à Bassaleg dans le Monmouthshire. Il laisse une collection d'horloges, d'instruments astronomiques et d'anneaux épiscopaux . Parmi ses astrolabes, il y a l'astrolabe du XIVe siècle qui appelait les fidèles à la prière à Damas . Les collections de papiers de Morgan, notamment ses traductions de poésie galloise, se trouvent à la Bibliothèque nationale du pays de Galles. 
Un livre publié à l'époque et attribué à son collègue député, Reginald Blewitt, décrit Morgan comme un homme désinvolte, autoritaire, arrogant, petit et efféminé . 
Aujourd'hui, la vaste production laitière et l'orangerie de son domaine ont disparu, son domicile étant désormais (2010) un établissement d'enseignement pour le service de santé national gallois, mais il est dit que la maison est toujours ornée d'inscriptions latines cachées dans des sculptures en bois et d'une grande cheminée allemande importée, portant ses initiales . 